# Relations entre Gibraltar et l'Union européenne
Les relations entre Gibraltar et l'Union européenne sont avant le retrait britannique de l'UE (31 janvier 2020), régies par les traités de l'Union européenne dont le Royaume-Uni est membre et dont Gibraltar est l'un des territoires associés. Celui-ci est représenté au niveau européenne car c'est le seul territoire britannique d'outre-mer à avoir adhéré à la Communauté économique européenne en vertu du traité d'adhésion britannique de 1972.

## Fonctionnement avant le retrait britannique
L'article 355 paragraphe 3 (ex-article 299 paragraphe 4) étend l’application du traité « aux territoires européens dont un État membre assume les relations extérieures ». Cette disposition s'applique, en pratique, uniquement à Gibraltar. Cependant, bien qu'il fasse partie de l’Union, Gibraltar est en dehors de l'union douanière, de l'espace Schengen et de la zone TVA. En tant que juridiction séparée du Royaume-Uni, le gouvernement et le parlement gibraltariens sont responsables de la transposition du droit de l’Union en droit interne.
En raison d'une déclaration déposée par le Royaume-Uni auprès de la CEE en 1982, les habitants de Gibraltar sont considérés comme des ressortissants britanniques en droit communautaire. Cependant, à l'époque, les Gibraltariens n'étaient pas tous des citoyens britanniques, mais beaucoup étaient des citoyens des territoires d'outre-mer britanniques. Ainsi, les Gibraltariens sont devenus des citoyens de l'Union européenne lors de sa création par le Traité de Maastricht. Tous les habitants de Gibraltar ont depuis obtenu la pleine citoyenneté britannique.
En dépit de leurs statuts de citoyens de l’Union résident dans celle-ci, aucune élection du Parlement européen ne s'est tenue à Gibraltar avant 2004. La décision d'organiser des élections pour le Parlement européen à Gibraltar résulte d'un arrêt rendu par la Cour européenne des droits de l'homme en 1999 dans l'affaire Matthews c. Royaume-Uni qui statuait que l’exclusion de Gibraltar des élections violait l'article 3 du Protocole no 1 de la Convention européenne des droits de l'homme. Aux élections européennes de 2004, le territoire faisait partie de la circonscription du Sud-Ouest du Royaume-Uni. L'inclusion de Gibraltar a été remise en cause, sans succès, par l’Espagne devant la Cour de justice.
Comme le Royaume-Uni, Gibraltar ne fait pas partie de l'espace Schengen et, par conséquent, les frontières entre l'Espagne et Gibraltar sont des frontières extérieures à l'espace Schengen pour lesquels l'Espagne doit assurer des contrôles d'entrée et de sorties. Cependant, Gibraltar participe à certains aspects de coopération policière et judiciaire de l’acquis Schengen conformément à la requête britannique de participer à ces mêmes mesures.

Conformément à la bonne l'application du droit de l’Union à Gibraltar, les gouvernements espagnols et britanniques ont adjoint la déclaration suivante (déclaration 55) au traité sur l'Union européenne : 

« Les traités s'appliquent à Gibraltar en tant que territoire européen dont un État membre assume les relations extérieures. Cela n'implique aucun changement des positions respectives des États membres
concernés. »

— Traité sur l'Union européenne

### Exceptions aux politiques communautaires
| États membres et territoires | Dans l'Union ? | Application du droit de l’Union | Exécutoire devant les tribunaux | Euratom | Citoyenneté de l'Union | Élections du Parlement | Espace Schengen                                  | Espace TVA | Territoire douanier de l’Union | Marché commun européen | Zone euro |
| ---------------------------- | -------------- | ------------------------------- | ------------------------------- | ------- | ---------------------- | ---------------------- | ------------------------------------------------ | ---------- | ------------------------------ | ---------------------- | --------- |
| Gibraltar                    | Oui            | Avec des exemptions             | Oui                             | Oui     | Oui                    | Oui                    | Seulement la coopération policière et judiciaire | Non        | Non                            | Avec des exemptions    | Non (GIP) |

## Fonctionnement après le retrait britannique
Gibraltar n'était pas inclus dans le champ d'application de l'accord de commerce et de coopération conclu entre l'UE et le Royaume-Uni à la fin de l'année 2020 et le 31 décembre 2020, l'Espagne et le Royaume-Uni se sont entendus afin que l'enclave britannique soit intégrée temporairement à l'espace Schengen avant qu'un accord durable ne soit validé,.

## Sources

## Compléments